# Museumsquartier Tirschenreuth

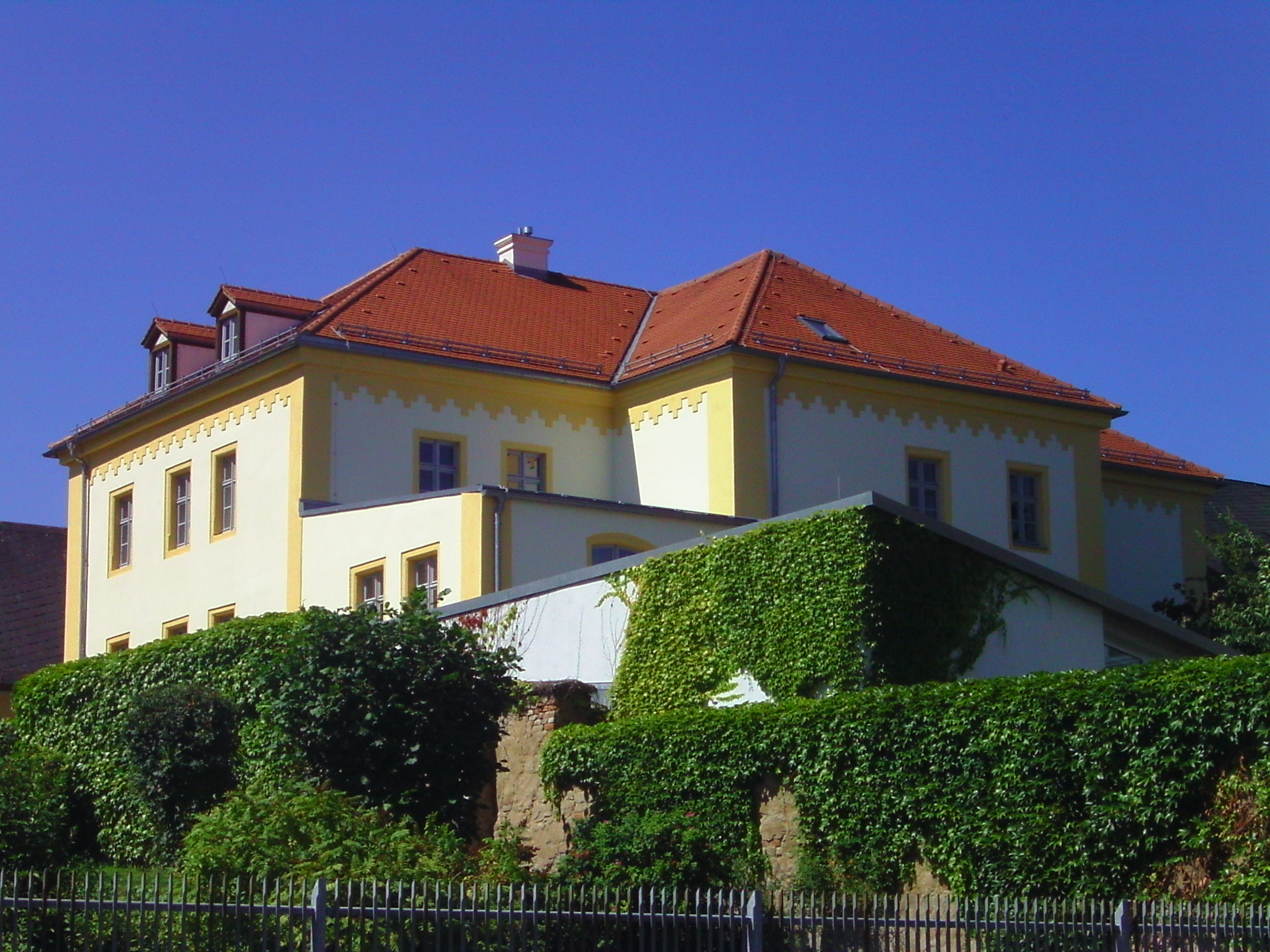
Gebäude des Museums

Das Museumsquartier Tirschenreuth (Eigenschreibweise: MuseumsQuartier Tirschenreuth) ist ein kleines Museum in der Oberpfälzer Kreisstadt Tirschenreuth. Es ist im ehemaligen Kloster der Stadt untergebracht, das hierfür renoviert wurde. Nach fünf Jahren Renovierungsarbeit wurde das Museum 2008 neu eröffnet. Das frühere Oberpfälzer Fischereimuseum ist nun in die Abteilung Fischerei eingegliedert. Daneben werden sechs weitere Themen rund um die Stadt Tirschenreuth behandelt.

## Abteilungen
Das Museumsquartier Tirschenreuth behandelt folgende Themenbereiche:
- Porzellan
- Stadtgeschichte
- Heimatkreis Plan-Weseritz
- Krippen
- Johann Andreas Schmeller
- Ikonen

Seit 2021 ist die Handwerkerscheune in Matzersreuth (bei Tirschenreuth) Außenstelle des Museums. Dort wurde die mechanische Fassfabrik Mikisch wieder aufgebaut, die von 1875 bis ca. 1980 produzierte. Ehrenamtliche betreuen die Außenstelle und zeigen anhand der historischen Maschinen, wie Fässer hergestellt wurden. Seit März 2021 ist das Fassbinderhandwerk in Tirschenreuth als gutes Praxisbeispiel Teil des Bayerischen Landesverzeichnis des immateriellen Kulturerbes.
Das Museum ist Teil des Museumsverbundes das zwoelfer - Die Museen im Landkreis Tirschenreuth.